# Eunomia
För andra betydelser, se Eunomia (olika betydelser).

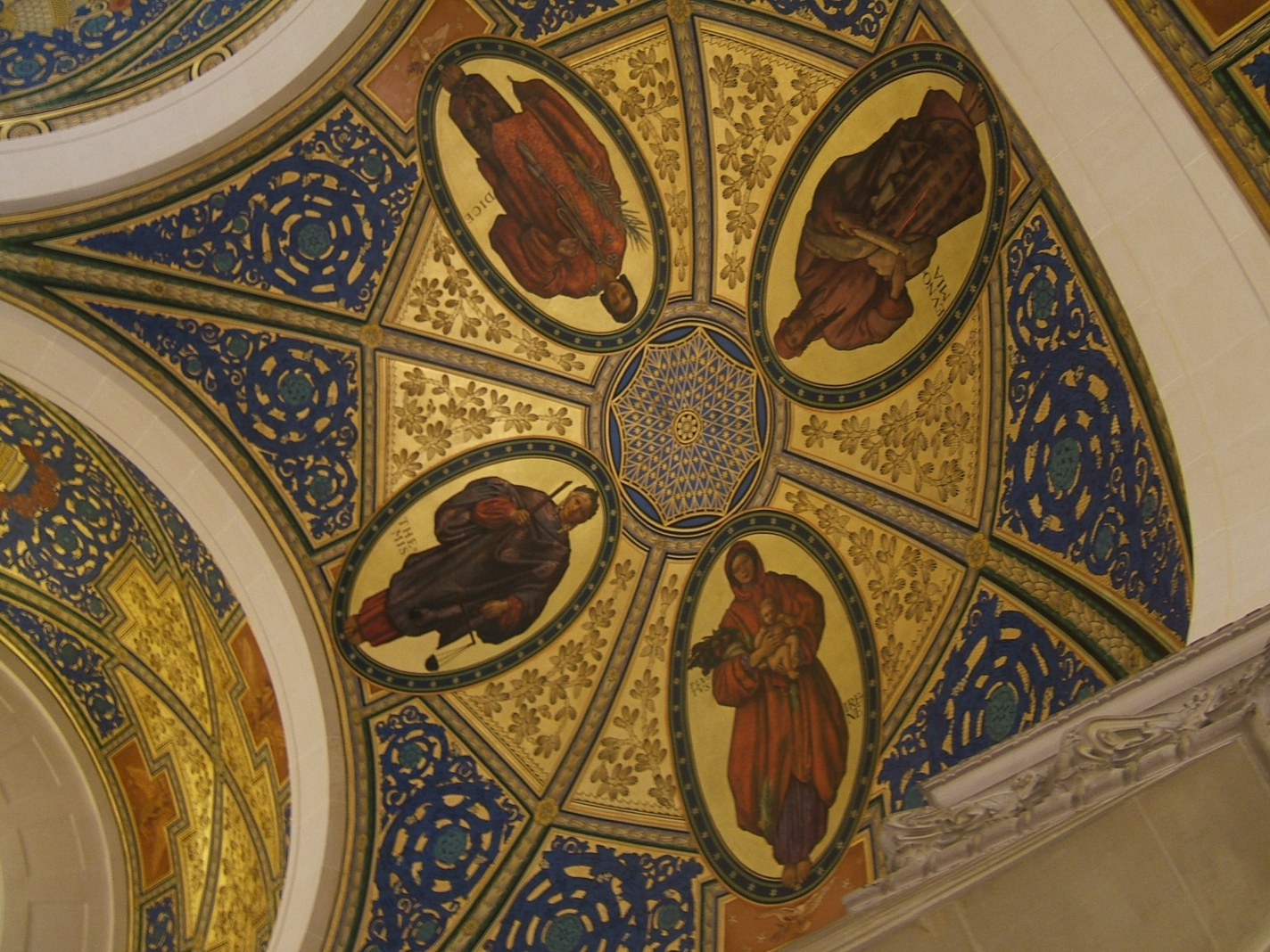
Takmålning i den Haag föreställande Themis och de tre horerna.

Eunomia (Ευνομία - grekiska för god ordning) var den lagbundna ordningens gudinna i den grekiska mytologin. Hon var en av de tre horerna, som i övrigt bestod av hennes systrar Dike och Eirene..
Themis och Zeus var hennes föräldrar och hon var syster till ödesgudinnorna (Moirerna) och årstiderna.
Hennes motsats kallades Dysnomia.